# 黃房子 (梵高)
43°40′56″N 4°37′55″E / 43.682177°N 4.631998°E
《黃房子》（荷蘭語：Het gele huis），有時也被叫做《街道》（荷蘭語：De straat） 是19世紀荷蘭後印象派畫家梵高1888年在阿爾勒完成的油畫，其正中繪製的即是他在阿爾的居所“黃房子”。
這房子位於法國阿爾勒拉馬丁廣場（Place Lamartine） 2 號的右翼，1888年5月1日，梵高在那兒租了四間房間。他使用地面樓層（一樓）的兩個大房間，當作用作私人畫室（工作室）和廚房。二樓有兩個較小的房間面向拉馬丁廣場。二樓轉角附近，有兩扇百葉窗打開的窗戶，這是梵高的客房，高更自1888年10月下旬起在這裡住了九個星期。後面有一扇百葉窗關閉的窗戶，這是梵高的臥室。後面的兩個小房間，梵高之後也曾租用。
現實中的黃房子經過多次重建，1944年6月25日因盟軍的一次轟炸而毀壞嚴重，隨後被拆除。
畫中左側的是一家雜貨店和公共花園，右側的建築是梵高常光顧的一家飯店，其老闆娘、寡婦Venissac即是黃房子的業主。此外就是蒙馬儒大道（Avenue Montmajour）和一座鐵路橋。

## 外部連結
- The Yellow House （页面存档备份，存于），Van Gogh Museum
- References in collected letters （页面存档备份，存于），Van Gogh Museum
- 43°40′56″N 4°37′55″E / 43.682177°N 4.631998°E：原始坐標